# 가평중학교
가평중학교(加平中學校)는 대한민국 경기도 가평군 가평읍 대곡리에 있는 공립 중학교이다.
1953년 학교 개설시 교명 가이사중학교는 학교 건립 공사를 지원한 한국전쟁 당시 미군 제40보병사단 첫 전사자 케네스 카이저(Kenneth Kaiser Jr)를 기리기 위해 붙여진 이름 '카이저 중학원'에서 유래하였다.

## 학교 연혁
- 1953년 1월 13일 : 가평 가이사중학교 인가
- 1953년 4월 1일 : 제1대 박중강 교장 취임
- 1972년 3월 1일 : 가평중고등학교로 교명 변경
- 1979년 3월 1일 : 가평종합고등학교와 분리
- 1982년 3월 1일 : 가평중 여중학교와 분리
- 1985년 3월 1일 : 가평중학교로 통합
- 2019년 3월 1일 : 제26대 박재훈 교장 부임
- 2021년 1월 12일 : 제68회 졸업식 165명 배출(총 16,312명)
- 2021년 3월 2일 : 2021학년도 입학식(174명)

## 참고 자료
- 가평중학교 - 한국교육학술정보원 학교알리미